# Hira Lal Chakravarty
Hira Lal Chakravarty (1907 - ?) fue un profesor botánico hindú.

## Algunas publicaciones

### Libros
- 1966.  Monograph on the cucurbitaceae of Iraq. Ed. Baghdad : Dar Al-Jumhuriya. 145 pp.
- 1976.  Plant wealth of Iraq : a dictionary of economic plants. Ed. Baghdad: Botany Directorate, Ministry of Agriculture & Agrarian Reform. 477 pp.

## Honores
En su honor se instituyó el "Galardón Professor Hira Lal Chakravarty" en 1984 por la "Indian Science Congress Association"
- La abreviatura «Chakrav.» se emplea para indicar a Hira Lal Chakravarty como autoridad en la descripción y clasificación científica de los vegetales.[2]